# Cheisacherturm
Der Cheisacherturm ist ein Aussichtsturm in der Gemeinde Gansingen im Kanton Aargau.

## Situation
Der im Jahre 2010 aus Lärchenholz (Tragende Teile) und Weisstanne (Verschalung) erstellte Turm ist 25 Meter hoch. 109 feuerverzinkte Treppenstufen führen zur Aussichtsplattform in 23,8 Metern Höhe. Dabei ist jede Stufe mit dem Schild eines Geldspenders versehen.
In ca. 30–40 Minuten führen Wanderwege vom Parkplatz Ampfernhöhe zum Aussichtsturm.
Vom Turm aus bietet sich eine Rundumsicht vom Schwarzwald bis zu den Alpen. Vier Panoramatafeln vom April 2011, erstellt durch das Bundesamt für Landestopografie swisstopo, informieren die Besucher über die mögliche Aussicht. Zwei gratis zur Verfügung gestellte Fernrohre runden das Angebot ab.

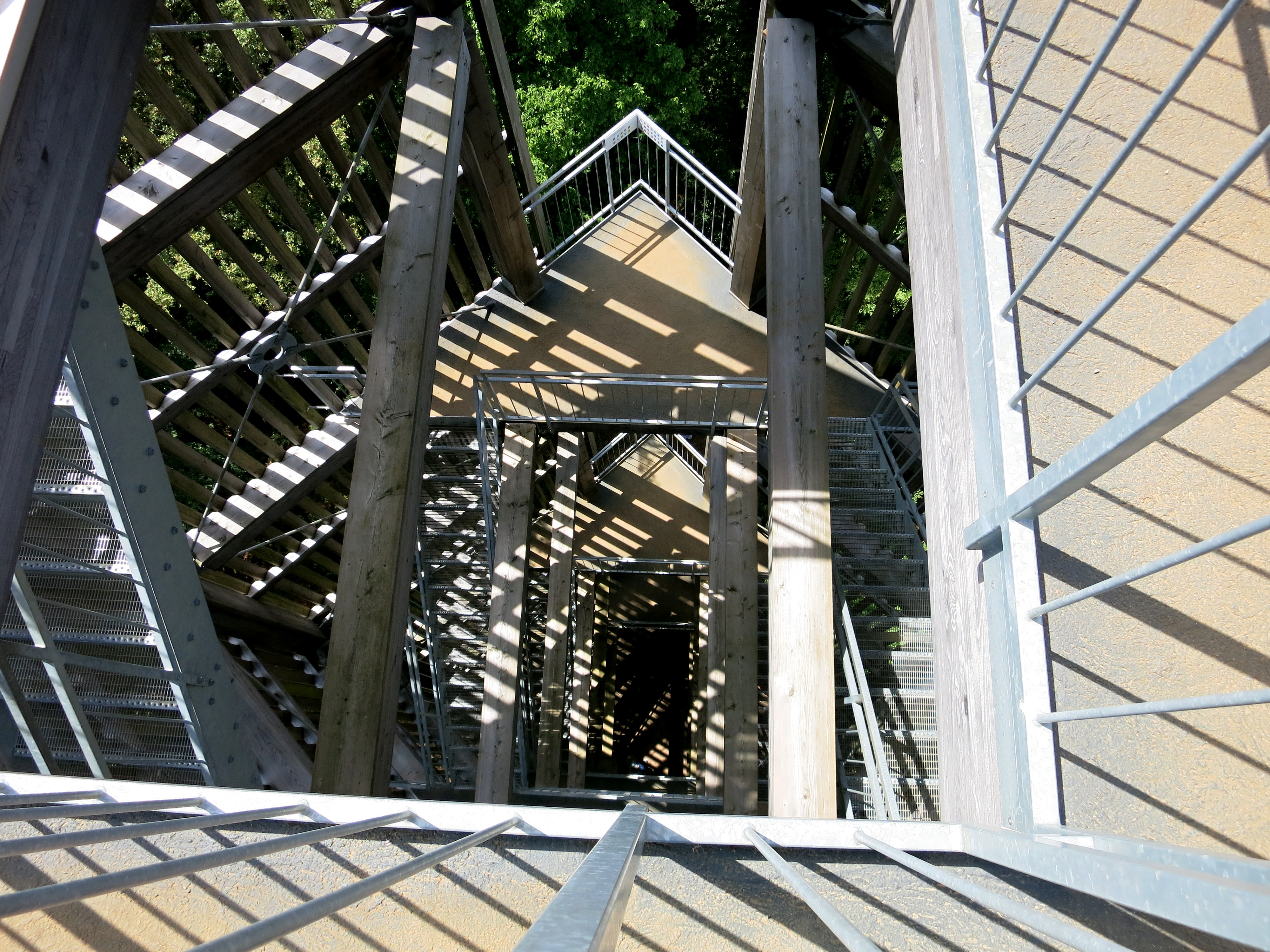
Treppen
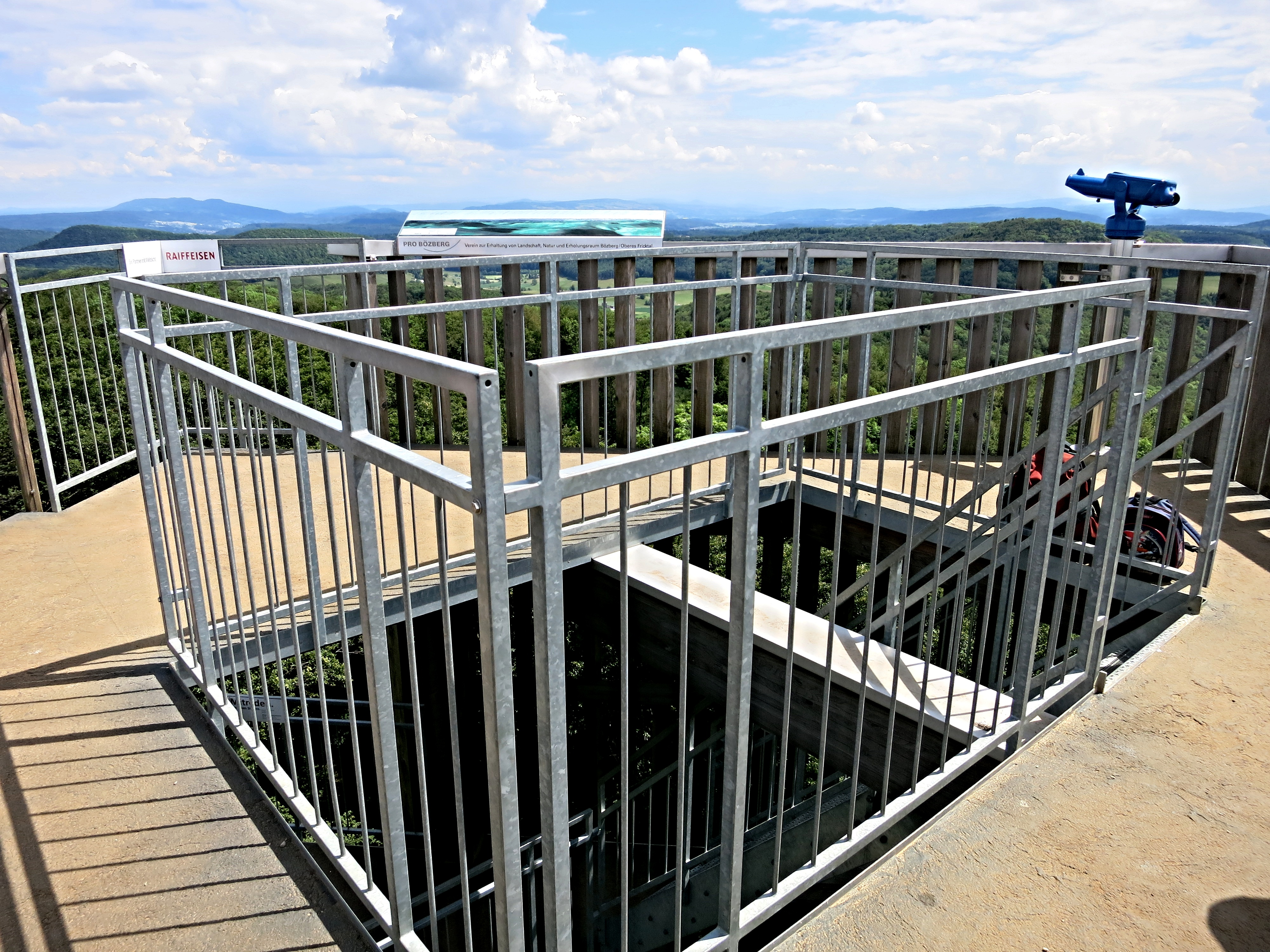
Aussichtsplattform
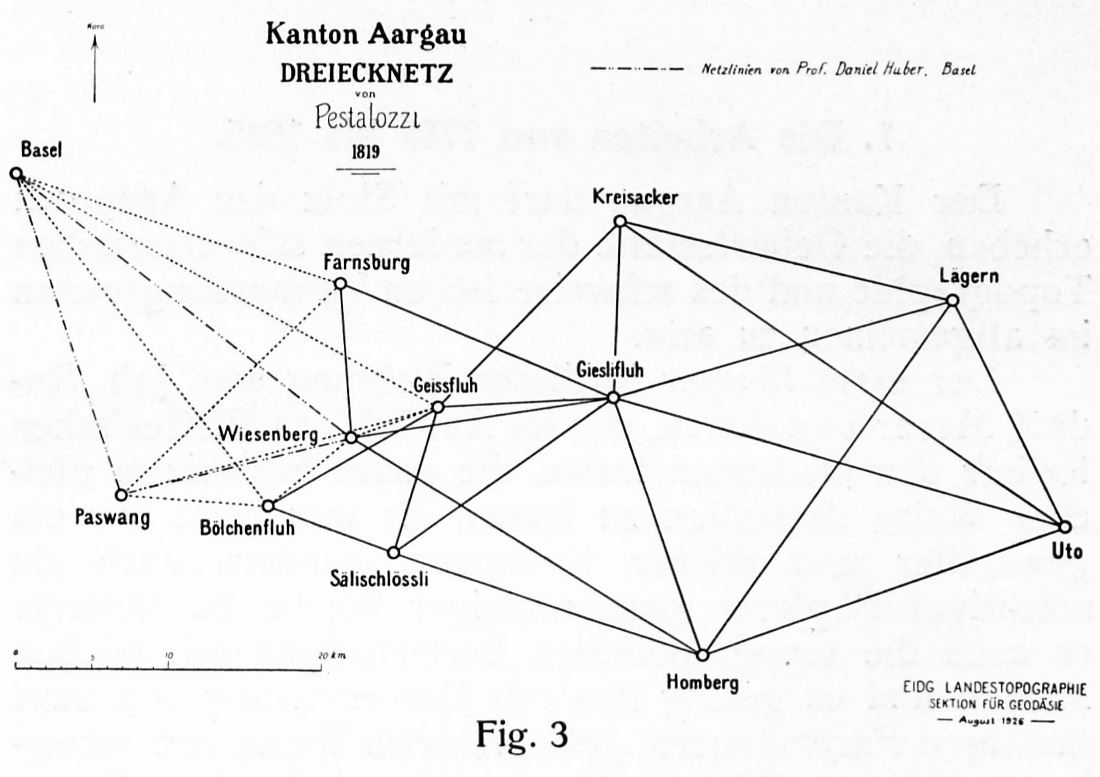
Dreiecknetz Aargau von 1819 mit Signalpunkt «Kreisacker»

## Geschichte
Auf dem höchsten Punkt des Cheisachers wurde ca. 1830 ein grosser Signalstein der ersten eidgenössischen Triangulation gesetzt. Ingenieur Johannes Eschmann verwendete diesen Stein in seiner Triangulation. Ingenieur Jacky wählte den gleichen Punkt aus für eine Triangulation des Kantons Aargau. Er hatte am 19. Mai 1868 einen neuen aargauischen Stein mit Bodenplatte gesetzt. Der Punkt wurde durch eine vierseitige hölzerne Pyramide signalisiert, die jedoch bereits 1877 wieder zerfallen ist.
Im Jahre 1912 wurde der Signalpunkt «Grundbühl», der identisch ist mit den Signalen «Kreisacker» und «Geissacker», als Hauptpunkt 2. Ordnung in die neue Triangulation des Kantons Aargau einbezogen. Um grössere Aushaue im Wald zu vermeiden, errichtete man 1913 einen hölzernen Beobachtungsturm von acht Metern Höhe. Am 11. April 1924 wurde der Beobachtungsturm abgebrochen, hingegen beliess man dessen Betonfundamente. Zwei davon stehen noch an der Nordseite des heutigen Turms. Gleichzeitig wurde der im Jahre 1913 unter das Zentrum des Turms versetzte Signalstein wieder zurück an seinen ursprünglichen Platz, genau zentrisch über die alte, jetzt allerdings tiefer gelegte Bodenplatte verlegt.
Die noch immer sichtbaren Fundamente des Vermessungsturms waren es, welche die Idee weckten, an dieser Stelle wieder einen Turm zu bauen. Nach verschiedenen Anläufen war die Zeit im Jahre 2005 reif. Damals haben sich 7 Männer zusammengefunden, um die Idee mit der Unterstützung der Anliegergemeinden und unter dem Patronat des ehemaligen Forums Fricktal zu verwirklichen.
Von Beginn weg war klar, dass der Turm dereinst nicht nur die Rundsicht von den Alpen bis in den Schwarzwald zu gewährleisten hat, vielmehr sollte er sich auch ästhetisch einfügen in die sensible Landschaft des Juras.
Der Holzturm ist das Ergebnis einer interdisziplinären Arbeit an der Berner Fachhochschule für Architektur, Bau und Holz. Das mit «Klus» bezeichnete Projekt stammt von Sandra Horat, Architektin, und den beiden Holzbauingenieuren Fabian Schmid und Martin Zwahlen. Diese beschreiben ihre Arbeit wie folgt: «Die Klus, gebildet durch zwei symmetrisch angeordnete Elemente, ist das zentrale Thema des Turms. Die in Gehrichtung verlaufenden Lamellen geben dem Turm seine Leichtigkeit.»
Am 12. Juni 2008 wurde das Baugesuch eingereicht, und am 29. Juni 2009 durften die Initianten aus den Händen des Gemeinderats Gansingen die Baubewilligung entgegennehmen. Am 19. Juni 2010 fand der Spatenstich statt, und im Herbst 2010 wurde das Bauwerk vollendet.

## Technisches
Der Holzturm ist das Ergebnis einer interdisziplinären Arbeit an der Berner Fachhochschule Architektur, Bau und Holz. Die architektonisch spannende Konstruktion des Schöpfertrios Sandra Horat, Fabian Schmid und Martin Zwahlen verfügt über einen quadratischen Grundriss. Die tragenden Teile bestehen aus verleimtem Lärchenholz, die lamellenartige Verschalung aus unbehandelter Weisstanne. Dem konstruktiven Holzschutz wurde besondere Beachtung geschenkt.
Der Turm wurde am 4. Oktober 2010 von Heliswiss International in acht Flügen mit je ca. 4,6 Tonnen Last von der Mönthaler Zimmerei Bühlmann auf den Cheisacher transportiert und innert zwei Stunden zusammengesetzt.
Architektur / Planung: Berner Fachhochschule Architektur, Holz und Bau, Sandra Horat, Fabian Schmid und Martin Zwahlen, Biel
Ausführung Holzarbeiten: Holzbau Bühlmann, Felix Bühlmann, Mönthal
Ingenieur: Hüsser Holzleimbau AG, Martin Zwahlen, Bremgarten.